# حادثه اوتسوهاما
حادثه اوتسوهاما (به ژاپنی: 大津浜事件 おおつはまじけん)، حادثه‌ای بود که در ۲۴ ژوئن ۱۸۲۴ رخ داد، زمانی که ۱۲ بریتانیایی در ساحل اوتسو (شهر اوتسو امروزی، شهر کیتاایباراکی، ایباراکی، استان ایباراکی) در قلمرو میتو پیاده شدند و پس از بازجویی از آنها، میتو آنها را به کشتی‌هایشان بازگرداند. این یکی از دلایل صدور فرمان دفع کشتی‌های خارجی در سال ۱۸۲۵ بود (بونسی ۸).

## خلاصه‌ای از حادثه
از آغاز قرن نوزدهم، در نتیجه انقلاب صنعتی، صید نهنگ در آب‌های اطراف ژاپن در بین کشورهای اروپایی و آمریکایی رواج یافت. حضور کشتی‌های خارجی در اطراف میتو به تدریج افزایش یافت و تا حدود سال ۱۸۲۳، این امر به امری عادی تبدیل شده بود. در ۲۸ مه ۱۸۲۴ (۲۴ ژوئن ۱۸۲۴)، چندین کشتی بریتانیایی در سواحل اوتسوهاما در قلمرو میتو ظاهر شدند و ۱۲ مرد بریتانیایی در ساحل میتو پیاده شدند و توسط مقامات میتسوکه کاریو، ناکایاما نوبویوشی، دستگیر شدند. پس از بازجویی، مشخص شد که ملوانان برای تأمین مجدد ذخایر سبزیجات تازه و آب خود به خشکی آمده بودند، زیرا افرادی در کشتی بودند که از اسکوربوت رنج می‌بردند و به ملوانان این مواد داده شد و به کشتی‌هایشان بازگردانده شدند.

## وضعیت پس از حادثه و پیامدهای آن
محققان تحت تعلیم فوجیتا یوکوکو از این واکنش انتقاد کردند که منجر به جنبش ضد خارجی بعدی شد.
در همان سال، حادثه جزیره تاکاراجیما رخ داد که در آن شکارچیان نهنگ بریتانیایی در جزیره تاکاراجیما در سواحل ساتسوما پهلو گرفتند و اقدام به دزدیدن گاو کردند که منجر به خصومت بین ساکنان جزیره و بریتانیایی‌ها شد.
این حادثه باعث شد که شوگون‌سالاری در سال ۱۸۲۵ فرمان دفع کشتی‌های خارجی صادر کند، که مستلزم آن بود که هر کشتی از کشورهای غربی به غیر از هلند و چین به محض مشاهده مورد حمله قرار گیرد.